# GRACHAN37 × GLADIATOR 008
GRACHAN42 × GLADIATOR 011は、日本の総合格闘技団体「GRACHAN」および「GLADIATOR」の大会の1つ。2018年12月8日に大田区産業プラザPIOで開催された。
GRACHANとGLADIATORによる初の共同興行。GRACHANとGLADIATORの統一王座である「GRAND」のウェルター級王者決定戦としてルクク・ダリとレッツ豪太が対戦。メインイベントではGRACHANを支えてきた選手の1人である中村謙作が昇侍を相手に引退試合を行なった。

## 試合結果
第1試合 GRACHAN ノーギルール・判定無し 女子52kg契約 4分2R
△  森倖椋 vs.  杉内由紀 △
時間切れ ドロー
第2試合 GRACHANkick 60kg以下契約 3分3R ※ヒジなし
○  大澤匡弘 vs.  山口恒幸 ×
2R 0:48 TKO
第3試合 GRACHANフライ級　5分2R
○  AYA vs.  イ・ヨロク ×
1R 0:30 アームロック
第4試合 GLADIATORバンタム級 5分2R
○  廣川懸三 vs.  松本 尚大 ×
判定2-0
第5試合 GLADIATORフライ級 5分2R
○  大翔 vs.  草信孝謙 ×
2R 1:55 TKO
第6試合 GLADIATORライト級 5分2R
○  鈴木一史 vs.  山内雄輔 ×
判定3-0
第7試合 GRACHAN女子アトム級 5分2R
○  沙弥子 vs.  パンナコッタみのり ×
判定2-0
第8試合 GRACHANフェザー級 5分2R
○  崎山勲 vs.  拓MAX ×
2R 0:11 KO
第9試合 GLADIATORバンタム級 5分2R
○  上嶋祐紀 vs.  大村友也 ×
判定3-0
第10試合 GRACHANフライ級 5分2R
○  山本聖悟 vs.  ねこ☆佐々木 ×
判定3-0
第11試合 GRACHANウェルター級 5分2R
○  長岡弘樹 vs.  竹川光一郎 ×
判定3-0
第12試合 GLADIATORフェザー級 5分2R
△  MIKE vs.  平澤宏樹 △
ドロー 0-0
第13試合 GRANDウェルター級統一戦 5分3R延長1R
○  ルクク・ダリ vs.  レッツ豪太 ×
判定3-0
第14試合 63kg以下契約 5分3R
○  昇侍 vs.  中村謙作 ×
3R 2:00 TKO